# Bugulella klugei
Bugulella klugei är en mossdjursart som först beskrevs av Roxanne Irene Hastings 1943.  Bugulella klugei ingår i släktet Bugulella och familjen Bugulidae. Inga underarter finns listade i Catalogue of Life.